# 2017年紐西蘭大選
2017年紐西蘭大選，即第52屆紐西蘭國會選舉於2017年9月23日舉行。本屆選舉為紐西蘭自1996年採用混合議員比例代表制（聯立單一選區兩票制）以來的第七次選舉。
前一屆紐西蘭國會為第51屆，於2014年9月20日當選，並於2017年8月22日正式解散。在是次選舉，根據紐西蘭混合成員比例（MMP）投票制度，選民選出120名眾議員，其中有71名議員自單人選區選出，49名議員從政黨名單比例代表制中選出，而政黨需獲得5%的得票才能獲分配議席。自實施聯立制選舉制度以來，工黨及國家黨均從未單獨獲得過半議席，皆需組成聯合政府或少數政府才能執政。
在本次選舉之前，以總理比爾·英格利希為首的中右翼國家黨自2008年以來一直單獨組成少數政府，這個少數政府擁有毛利，行動黨和聯合未來黨派的信任和支持。而本次大選為英格利希担任总理后经历的的第一次選舉，他於2016年12月12日取代了約翰·基成为总理；任內的主要反對黨是由傑辛達·阿德恩領導的工黨和紐西蘭優先黨。
大選中約有357萬名合資格選民，當中263萬人（79.8％）出來投票。提前投票經投票數被證明是受選民歡迎的，共有124萬人在選舉當日之前已完成投票，比先前兩次選舉的提前投票相加之總額還多。因海外選票點算滯後，最終結果在10月7日才公布。
本次選舉後，國家黨的席次由2014年的60席下滑4席變成56席。工黨由選前上任甫七週的黨魁傑辛達·阿德恩帶領，席次由原本的32席增加14席將席至46席，打出相當亮眼的成績。但有部分的工黨的席次是從綠黨原有席次取得的，原因是綠黨在領導人之一梅蒂亞里亞·圖裡（Metiria Turei）承認自我圖利和選舉舞弊而下台後，幾乎失去了一半的席位（從14個下降到8個）。而反移民民粹主義的紐西蘭優先黨席次從2014年的12席下滑3席來到9席。行動紐西蘭則保留了一個席次。
選舉後，有五個黨派進入議會，比2014年的七個黨派進入議會少了兩個，這是自1996年引入MMP以來的最低數量。毛利黨聯合領導人Te Ururoa Flavell失去了她的席次，並且該黨的得票率低於國會門檻的5％，因此他們也失去了他們的名單國會議員，共同領導人Marama福克斯，並離開議會。未來聯合的領導人和唯一的議員彼得·鄧恩在競選期間由於他的選民投票不力而退出競選，而他的繼任者未能贏得席位。約兩個月後黨將投票表決解散。
即使有支持合作夥伴行動紐西蘭保留其唯一的席位，現有的國家黨少數政府也沒辦法組成下屆政府，因為56個席次不達國會過半的61席，所以國家黨黨揆比爾·英格利希宣布將不會繼續單獨籌組下屆政府。因此紐西蘭優先黨的九個席位成為了國家黨、工黨和綠黨之間要組閣的關鍵力量。2017年10月19日，紐西蘭優先黨的黨魁溫斯頓·彼得斯宣布，該黨通過與工黨共同組成的聯合組閣協議，打算組建一個依靠綠黨支持的紐西蘭優先黨/工黨聯合少數政府（55個席位）。 这个协议最终得以達成。傑辛達·阿德恩遂成為紐西蘭的第三位女性總理，而溫斯頓·彼得斯則第二度被任命為副總理。

選後眾議院議席分佈顯示紐西蘭優先黨（黑點）成為議會的「造王者」

各選區得票最多的政黨（紅：工黨；藍：國家黨）

### 文獻
1. ↑  （英文） . Electoral Commission.   [2017-07-20]. （原始内容存档于2000-02-29）.
2. ↑  （英文）MMP VOTING SYSTEM （页面存档备份，存于） (Electoral Commission New Zealand)